# Xoanodera trigona
Xoanodera trigona es una especie de escarabajo longicornio del género Xoanodera, tribu Cerambycini, subfamilia Cerambycinae. Fue descrita científicamente por Pascoe en 1857.

## Descripción
Mide 20-26 milímetros de longitud.

## Distribución
Se distribuye por Malasia, Birmania y Singapur.